# Oostelijke hemlockspar
De oostelijke hemlockspar, oosterse hemlockspar of Canadese hemlockspar (Tsuga canadensis) is een boom uit de dennenfamilie (Pinaceae). De boom komt van nature voor in het oosten van Noord-Amerika. Er is veel gelijkenis met de westelijke hemlockspar (Tsuga heterophylla), maar het hout is van mindere kwaliteit. Vaak wordt de soort aangeplant in Europa als sierboom. De hoogte is maximaal 50 m in Noord-Amerika en 20 m in Europa.

## Botanische beschrijving
De kroon is breed en kegelvormig. De knoppen zijn eivormig, groen en hebben een bruine punt.
De kegels zijn 1,5-2 cm lang.
Kenmerkende (kleinere) naaldjes over de bovenzijde van de twijgen.

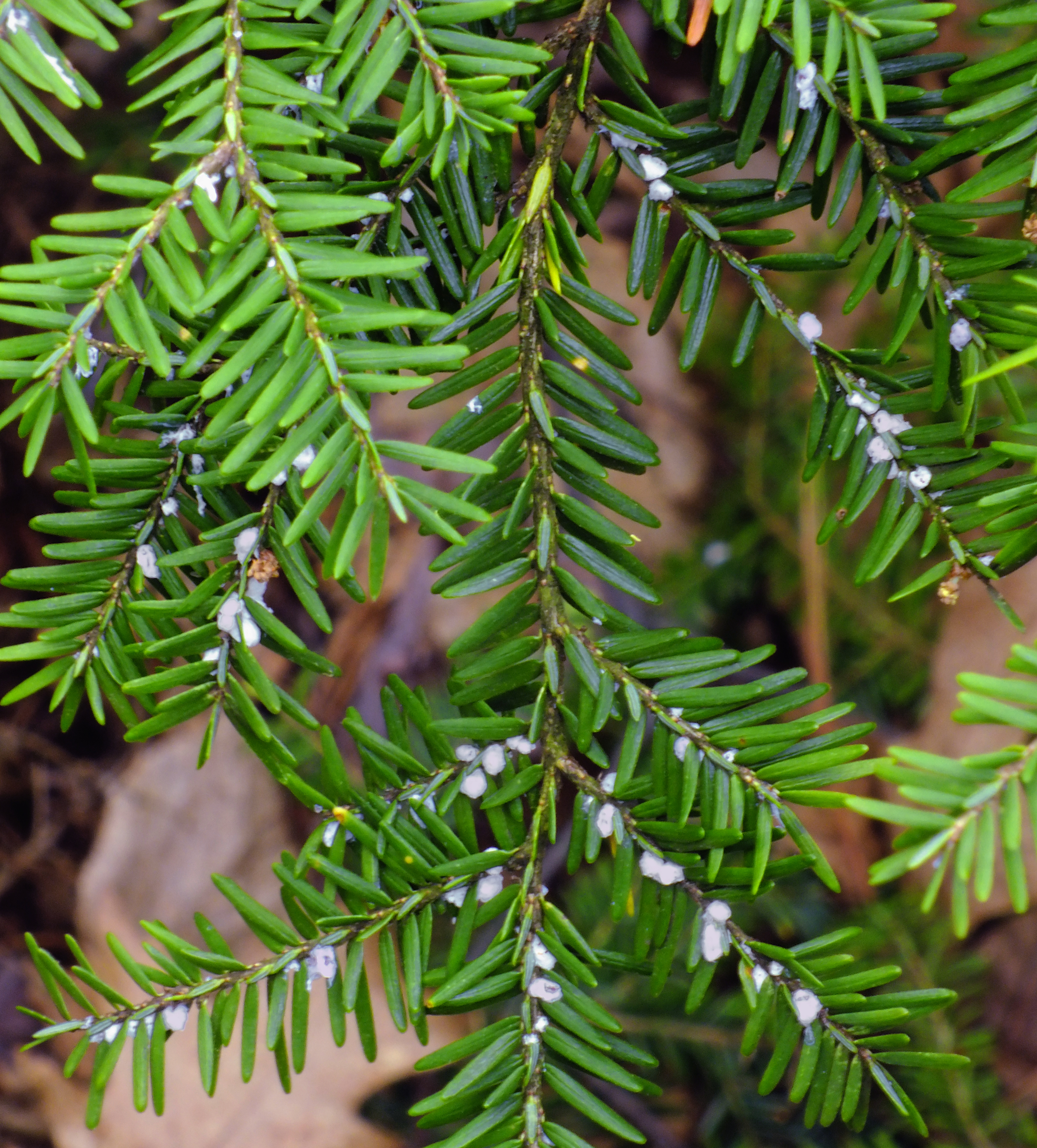
Twijgen

## Externe link

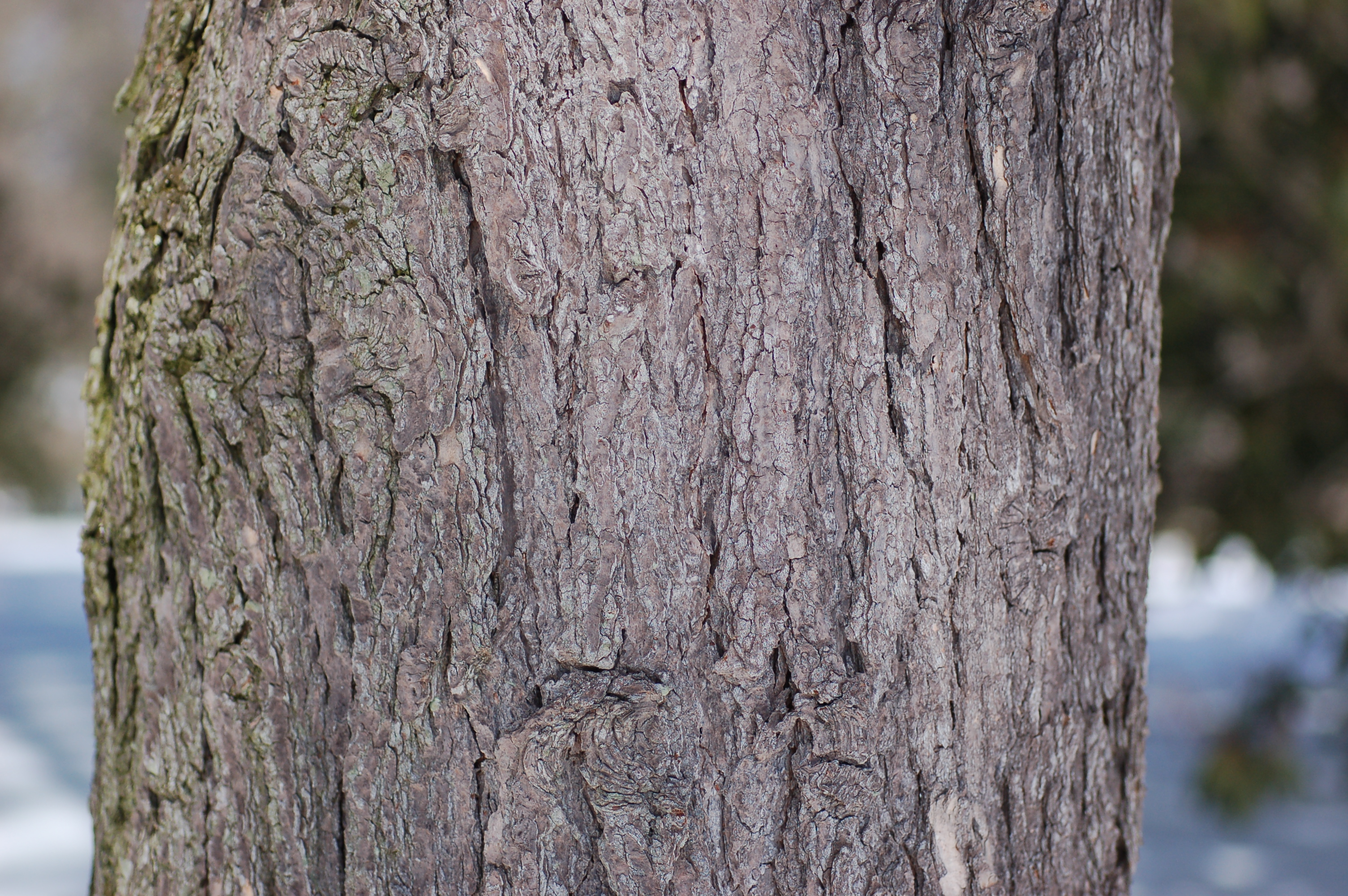
Bast